# Gymnallabes nops
Gymnallabes nops är en fiskart som beskrevs av Roberts och Stewart, 1976. Gymnallabes nops ingår i släktet Gymnallabes och familjen Clariidae. IUCN kategoriserar arten globalt som sårbar. Inga underarter finns listade i Catalogue of Life.